# Ahmed Rami (poète)
Pour les articles homonymes, voir Ahmed Rami.
Ahmed Mohammed Rami (arabe: أحمد رامي) ou encore Ahmad Mohammed Rami (19 août 1892 - 4 juin 1981) est un poète égyptien.

## Biographie
Il est connu pour les chansons qu'il a composées pour Oum Kalsoum et Mohammed Abdel Wahab. Rami était aussi traducteur. Il a notamment traduit plusieurs pièces de Shakespeare et les fameux quatrains du poète persan Omar Khayyam.
Il a été nommé « poète des Jeunes » en reconnaissance pour sa contribution considérable à la chanson arabe.